# Mark III
Mark III je bil tank britanske vojske v prvi svetovni vojni. Ta tank se je uporabljal za urjenje.

## Zgodovina in opis tanka
Popularnost tankov se je pojavila s pojavom tanka Mark I, še posebej po zelo uspešnem boju pri Sommi. General Douglas Haig je naročil 1000 primerkov tega tanka, vendar so to naročilo 10. oktobra preklicali. Zaradi pritiskov javnosti in potreb so naročilo še enkrat potrdili. S serijsko proizvodnjo so nastajali tudi nove verzije tanka Mark I. Tako je nastal tudi tank Mark III, ki se je uporabljal za urjenje. Ta tank je nastal po tanku Mark II, ki se je prav tako uporabljal za urjenje. Razlika med tema dvema tankoma je bila, da je bil Mark II bolj podoben Marku I. Mark III pa je bil predverzija tanka Mark IV, ki so ga razvijali takrat kot naslednika tanka Mark I. Podobno kot tank Mark II je bil Mark III skoraj neoborožen. Zadnja dva tanka Mark III sta bila uničena v drugi svetovni vojni.